# ユン・ソンヒ
ユン・ソンヒ（尹成姬、1973年 - ）は、韓国の女性小説家。仏教徒。

## 経歴
京畿道水原市生まれ。清州大学校哲学科、ソウル芸術大学文芸創作科卒。1999年に東亜日報の新春文芸に短編小説「レゴで作った家」が当選し、作家デビュー。
2019年に「ある夜」で金承鈺文学賞を受賞したほか、現代文学賞、今年の芸術賞文学部門優秀賞、黄順元文学賞、韓国日報文学賞など数々の文学賞を受賞。
主な作品に短編集『レゴで作った家』『そこにいるのは、あなた？』『風邪』『笑っている間』などがある。

## 邦訳作品

### 単行本
- 『ある夜』金憲子訳、クオン、韓国文学ショートショート、2021年7月

### アンソロジー
- 『私のおばあちゃんへ』ユン・ソンヒほか、橋本智保訳、書肆侃侃房、韓国女性文学シリーズ、2021年9月